# Chinnasamudra, Davanagere
Chinnasamudra là một làng thuộc tehsil Davanagere, huyện Davanagere, bang Karnataka, Ấn Độ.